# Comuni della Polonia (H-K)
Questo è un elenco dei 2.478 comuni della Polonia ordinati alfabeticamente dalla H alla K.
| Numero | Comune                        | Distretto                            | Voivodato | Tipo |
| ------ | ----------------------------- | ------------------------------------ | --------- | ---- |
| 598    | Haczów                        | Distretto di Brzozów                 | PK        | w    |
| 599    | Hajnówka                      | Distretto di Hajnówka                | PD        | m    |
| 600    | Hajnówka (comune rurale)      | Distretto di Hajnówka                | PD        | w    |
| 601    | Halinów                       | Distretto di Mińsk                   | MZ        | mw   |
| 602    | Hanna (Polonia)               | Distretto di Włodawa                 | LU        | w    |
| 603    | Hańsk                         | Distretto di Włodawa                 | LU        | w    |
| 604    | Harasiuki                     | Distretto di Nisko                   | PK        | w    |
| 605    | Hażlach                       | Distretto di Cieszyn                 | SL        | w    |
| 606    | Hel (Polonia)                 | Distretto di Puck                    | PM        | m    |
| 607    | Herby                         | Distretto di Lubliniec               | SL        | w    |
| 608    | Horodło                       | Distretto di Hrubieszów              | LU        | w    |
| 609    | Horyniec-Zdrój                | Distretto di Lubaczów                | PK        | w    |
| 610    | Hrubieszów                    | Distretto di Hrubieszów              | LU        | m    |
| 611    | Hrubieszów (comune rurale)    | Distretto di Hrubieszów              | LU        | w    |
| 612    | Huszlew                       | Distretto di Łosice                  | MZ        | w    |
| 613    | Hyżne                         | Distretto di Rzeszów                 | PK        | w    |
| 614    | Igołomia-Wawrzeńczyce         | Distretto di Cracovia                | MA        | w    |
| 615    | Iława                         | Distretto di Iława                   | WN        | m    |
| 616    | Iława (comune rurale)         | Distretto di Iława                   | WN        | w    |
| 617    | Iłowa                         | Distretto di Żagań                   | LB        | mw   |
| 618    | Iłowo-Osada                   | Distretto di Działdowo               | WN        | w    |
| 619    | Iłów                          | Distretto di Sochaczew               | MZ        | w    |
| 620    | Iłża                          | Distretto di Radom                   | MZ        | mw   |
| 621    | Imielin                       | Distretto di Bieruń                  | SL        | m    |
| 622    | Imielno                       | Distretto di Jędrzejów               | SK        | w    |
| 623    | Inowłódz                      | Distretto di Tomaszów Mazowiecki     | LD        | w    |
| 624    | Inowrocław                    | Distretto di Inowrocław              | KP        | m    |
| 625    | Inowrocław (comune rurale)    | Distretto di Inowrocław              | KP        | w    |
| 626    | Ińsko                         | Distretto di Stargard Szczeciński    | ZP        | mw   |
| 627    | Irządze                       | Distretto di Zawiercie               | SL        | w    |
| 628    | Istebna                       | Distretto di Cieszyn                 | SL        | w    |
| 629    | Iwaniska                      | Distretto di Opatów                  | SK        | w    |
| 630    | Iwanowice                     | Distretto di Cracovia                | MA        | w    |
| 631    | Iwierzyce                     | Distretto di Ropczyce                | PK        | w    |
| 632    | Iwkowa                        | Distretto di Brzesko                 | MA        | w    |
| 633    | Iwonicz-Zdrój                 | Distretto di Krosno                  | PK        | mw   |
| 634    | Izabelin                      | Distretto di Varsavia Ovest          | MZ        | w    |
| 635    | Izbica                        | Distretto di Krasnystaw              | LU        | w    |
| 636    | Izbica Kujawska               | Distretto di Włocławek               | KP        | mw   |
| 637    | Izbicko                       | Distretto di Strzelce                | OP        | w    |
| 638    | Jabłonka                      | Distretto di Nowy Targ               | MA        | w    |
| 639    | Jabłonna (Masovia)            | Distretto di Legionowo               | MZ        | w    |
| 640    | Jabłonna (Lublino)            | Distretto di Lublino                 | LU        | w    |
| 641    | Jabłonna Lacka                | Distretto di Sokołów                 | MZ        | w    |
| 642    | Jabłonowo Pomorskie           | Distretto di Brodnica                | KP        | mw   |
| 643    | Jabłoń                        | Distretto di Parczew                 | LU        | w    |
| 644    | Jadów                         | Distretto di Wołomin                 | MZ        | w    |
| 645    | Jaktorów                      | Distretto di Grodzisk Mazowiecki     | MZ        | w    |
| 646    | Jakubów                       | Distretto di Mińsk                   | MZ        | w    |
| 647    | Janikowo                      | Distretto di Inowrocław              | KP        | mw   |
| 648    | Janowice Wielkie              | Distretto di Jelenia Góra            | DS        | w    |
| 649    | Janowiec                      | Distretto di Puławy                  | LU        | w    |
| 650    | Janowiec Kościelny            | Distretto di Nidzica                 | WN        | w    |
| 651    | Janowiec Wielkopolski         | Distretto di Żnin                    | KP        | mw   |
| 652    | Janowo                        | Distretto di Nidzica                 | WN        | w    |
| 653    | Janów (Slesia)                | Distretto di Częstochowa             | SL        | w    |
| 654    | Janów (Podlachia)             | Distretto di Sokółka                 | PD        | w    |
| 655    | Janów Lubelski                | Distretto di Janów Lubelski          | LU        | mw   |
| 656    | Janów Podlaski                | Distretto di Biała Podlaska          | LU        | w    |
| 657    | Jaraczewo                     | Distretto di Jarocin                 | WP        | w    |
| 658    | Jarczów                       | Distretto di Tomaszów Lubelski       | LU        | w    |
| 659    | Jarocin (Grande Polonia)      | Distretto di Jarocin                 | WP        | mw   |
| 660    | Jarocin (Precarpazia)         | Distretto di Nisko                   | PK        | w    |
| 661    | Jarosław                      | Distretto di Jarosław                | PK        | m    |
| 662    | Jarosław (comune rurale)      | Distretto di Jarosław                | PK        | w    |
| 663    | Jasienica                     | Distretto di Bielsko-Biała           | SL        | w    |
| 664    | Jasienica Rosielna            | Distretto di Brzozów                 | PK        | w    |
| 665    | Jasieniec                     | Distretto di Grójec                  | MZ        | w    |
| 666    | Jasień                        | Distretto di Żary                    | LB        | mw   |
| 667    | Jasionówka                    | Distretto di Mońki                   | PD        | w    |
| 668    | Jasło                         | Distretto di Jasło                   | PK        | m    |
| 669    | Jasło (comune rurale)         | Distretto di Jasło                   | PK        | w    |
| 670    | Jastarnia                     | Distretto di Puck                    | PM        | m    |
| 671    | Jastków                       | Distretto di Lublino                 | LU        | w    |
| 672    | Jastrowie                     | Distretto di Złotów                  | WP        | mw   |
| 673    | Jastrząb                      | Distretto di Szydłowiec              | MZ        | w    |
| 674    | Jastrzębia                    | Distretto di Radom                   | MZ        | w    |
| 675    | Jastrzębie-Zdrój              |                                      | SL        | m    |
| 676    | Jaświły                       | Distretto di Mońki                   | PD        | w    |
| 677    | Jawor                         | Distretto di Jawor                   | DS        | m    |
| 678    | Jawornik Polski               | Distretto di Przeworsk               | PK        | w    |
| 679    | Jaworze                       | Distretto di Bielsko-Biała           | SL        | w    |
| 680    | Jaworzno                      |                                      | SL        | m    |
| 681    | Jaworzyna Śląska              | Distretto di Świdnica                | DS        | mw   |
| 682    | Jedlicze                      | Distretto di Krosno                  | PK        | mw   |
| 683    | Jedlina-Zdrój                 | Distretto di Wałbrzych               | DS        | m    |
| 684    | Jedlińsk                      | Distretto di Radom                   | MZ        | w    |
| 685    | Jedlnia-Letnisko              | Distretto di Radom                   | MZ        | w    |
| 686    | Jednorożec                    | Distretto di Przasnysz               | MZ        | w    |
| 687    | Jedwabne                      | Distretto di Łomża                   | PD        | mw   |
| 688    | Jedwabno                      | Distretto di Szczytno                | WN        | w    |
| 689    | Jejkowice                     | Distretto di Rybnik                  | SL        | w    |
| 690    | Jelcz-Laskowice               | Distretto di Oława                   | DS        | mw   |
| 691    | Jelenia Góra                  |                                      | DS        | m    |
| 692    | Jeleniewo                     | Distretto di Suwałki                 | PD        | w    |
| 693    | Jeleśnia                      | Distretto di Żywiec                  | SL        | w    |
| 694    | Jemielnica                    | Distretto di Strzelce                | OP        | w    |
| 695    | Jemielno                      | Distretto di Góra                    | DS        | w    |
| 696    | Jerzmanowa                    | Distretto di Głogów                  | DS        | w    |
| 697    | Jerzmanowice-Przeginia        | Distretto di Cracovia                | MA        | w    |
| 698    | Jeziora Wielkie               | Distretto di Mogilno                 | KP        | w    |
| 699    | Jeziorany                     | Distretto di Olsztyn                 | WN        | mw   |
| 700    | Jeziorzany                    | Distretto di Lubartów                | LU        | w    |
| 701    | Jeżewo                        | Distretto di Świecie                 | KP        | w    |
| 702    | Jeżowe                        | Distretto di Nisko                   | PK        | w    |
| 703    | Jeżów                         | Distretto di Brzeziny                | LD        | w    |
| 704    | Jeżów Sudecki                 | Distretto di Jelenia Góra            | DS        | w    |
| 705    | Jędrzejów                     | Distretto di Jędrzejów               | SK        | mw   |
| 706    | Jodłowa                       | Distretto di Dębica                  | PK        | w    |
| 707    | Jodłownik                     | Distretto di Limanowa                | MA        | w    |
| 708    | Joniec                        | Distretto di Płońsk                  | MZ        | w    |
| 709    | Jonkowo                       | Distretto di Olsztyn                 | WN        | w    |
| 710    | Jordanów                      | Distretto di Sucha                   | MA        | m    |
| 711    | Jordanów (comune rurale)      | Distretto di Sucha                   | MA        | w    |
| 712    | Jordanów Śląski               | Distretto di Breslavia               | DS        | w    |
| 713    | Józefów (Masovia)             | Distretto di Otwock                  | MZ        | m    |
| 714    | Józefów (Lublino)             | Distretto di Biłgoraj                | LU        | mw   |
| 715    | Józefów nad Wisłą             | Distretto di Opole Lubelskie         | LU        | w    |
| 716    | Juchnowiec Kościelny          | Distretto di Białystok               | PD        | w    |
| 717    | Jutrosin                      | Distretto di Rawicz                  | WP        | mw   |
| 718    | Kaczory                       | Distretto di Piła                    | WP        | w    |
| 719    | Kadzidło                      | Distretto di Ostrołęka               | MZ        | w    |
| 720    | Kalety                        | Distretto di Tarnowskie Góry         | SL        | m    |
| 721    | Kalinowo                      | Distretto di Ełk                     | WN        | w    |
| 722    | Kaliska                       | Distretto di Starogard               | PM        | w    |
| 723    | Kalisz                        |                                      | WP        | m    |
| 724    | Kalisz Pomorski               | Distretto di Drawsko Pomorskie       | ZP        | mw   |
| 725    | Kalwaria Zebrzydowska         | Distretto di Wadowice                | MA        | mw   |
| 726    | Kałuszyn                      | Distretto di Mińsk                   | MZ        | mw   |
| 727    | Kamienica                     | Distretto di Limanowa                | MA        | w    |
| 728    | Kamienica Polska              | Distretto di Częstochowa             | SL        | w    |
| 729    | Kamieniec                     | Distretto di Grodzisk Wielkopolski   | WP        | w    |
| 730    | Kamieniec Ząbkowicki          | Distretto di Ząbkowice Śląskie       | DS        | w    |
| 731    | Kamienna Góra                 | Distretto di Kamienna Góra           | DS        | m    |
| 732    | Kamienna Góra (comune rurale) | Distretto di Kamienna Góra           | DS        | w    |
| 733    | Kamiennik                     | Distretto di Nysa                    | OP        | w    |
| 734    | Kamień (Lublino)              | Distretto di Chełm                   | LU        | w    |
| 735    | Kamień (Precarpazia)          | Distretto di Rzeszów                 | PK        | w    |
| 736    | Kamień Krajeński              | Distretto di Sępólno                 | KP        | mw   |
| 737    | Kamień Pomorski               | Distretto di Kamień Pomorski         | ZP        | mw   |
| 738    | Kamieńsk                      | Distretto di Radomsko                | LD        | mw   |
| 739    | Kamionka                      | Distretto di Lubartów                | LU        | w    |
| 740    | Kamionka Wielka               | Distretto di Nowy Sącz               | MA        | w    |
| 741    | Kampinos                      | Distretto di Varsavia Ovest          | MZ        | w    |
| 742    | Kańczuga                      | Distretto di Przeworsk               | PK        | mw   |
| 743    | Karczew                       | Distretto di Otwock                  | MZ        | mw   |
| 744    | Karczmiska                    | Distretto di Opole Lubelskie         | LU        | w    |
| 745    | Kargowa                       | Distretto di Zielona Góra            | LB        | mw   |
| 746    | Karlino                       | Distretto di Białogard               | ZP        | mw   |
| 747    | Karnice                       | Distretto di Gryfice                 | ZP        | w    |
| 748    | Karniewo                      | Distretto di Maków                   | MZ        | w    |
| 749    | Karpacz                       | Distretto di Jelenia Góra            | DS        | m    |
| 750    | Karsin                        | Distretto di Kościerzyna             | PM        | w    |
| 751    | Kartuzy                       | Distretto di Kartuzy                 | PM        | mw   |
| 752    | Katowice                      |                                      | SL        | m    |
| 753    | Kawęczyn                      | Distretto di Turek                   | WP        | w    |
| 754    | Kazanów                       | Distretto di Zwoleń                  | MZ        | w    |
| 755    | Kazimierz Biskupi             | Distretto di Konin                   | WP        | w    |
| 756    | Kazimierz Dolny               | Distretto di Puławy                  | LU        | mw   |
| 757    | Kazimierza Wielka             | Distretto di Kazimierza Wielka       | SK        | mw   |
| 758    | Kaźmierz                      | Distretto di Szamotuły               | WP        | w    |
| 759    | Kąkolewnica Wschodnia         | Distretto di Radzyń Podlaski         | LU        | w    |
| 760    | Kąty Wrocławskie              | Distretto di Breslavia               | DS        | mw   |
| 761    | Kcynia                        | Distretto di Nakło                   | KP        | mw   |
| 762    | Kędzierzyn-Koźle              | Distretto di Kędzierzyn-Koźle        | OP        | m    |
| 763    | Kępice                        | Distretto di Słupsk                  | PM        | mw   |
| 764    | Kępno                         | Distretto di Kępno                   | WP        | mw   |
| 765    | Kęsowo                        | Distretto di Tuchola                 | KP        | w    |
| 766    | Kętrzyn                       | Distretto di Kętrzyn                 | WN        | m    |
| 767    | Kętrzyn (comune rurale)       | Distretto di Kętrzyn                 | WN        | w    |
| 768    | Kęty                          | Distretto di Oświęcim                | MA        | mw   |
| 769    | Kielce                        |                                      | SK        | m    |
| 770    | Kiełczygłów                   | Distretto di Pajęczno                | LD        | w    |
| 771    | Kiernozia                     | Distretto di Łowicz                  | LD        | w    |
| 772    | Kietrz                        | Distretto di Głubczyce               | OP        | mw   |
| 773    | Kije                          | Distretto di Pińczów                 | SK        | w    |
| 774    | Kijewo Królewskie             | Distretto di Chełmno                 | KP        | w    |
| 775    | Kikół                         | Distretto di Lipno                   | KP        | w    |
| 776    | Kisielice                     | Distretto di Iława                   | WN        | mw   |
| 777    | Kiszkowo                      | Distretto di Gniezno                 | WP        | w    |
| 778    | Kiwity                        | Distretto di Lidzbark Warmiński      | WN        | w    |
| 779    | Kleczew                       | Distretto di Konin                   | WP        | mw   |
| 780    | Klembów                       | Distretto di Wołomin                 | MZ        | w    |
| 781    | Kleszczele                    | Distretto di Hajnówka                | PD        | mw   |
| 782    | Kleszczewo                    | Distretto di Poznań                  | WP        | w    |
| 783    | Kleszczów                     | Distretto di Bełchatów               | LD        | w    |
| 784    | Klimontów                     | Distretto di Sandomierz              | SK        | w    |
| 785    | Klonowa                       | Distretto di Sieradz                 | LD        | w    |
| 786    | Kluczbork                     | Distretto di Kluczbork               | OP        | mw   |
| 787    | Klucze                        | Distretto di Olkusz                  | MA        | w    |
| 788    | Kluczewsko                    | Distretto di Włoszczowa              | SK        | w    |
| 789    | Kluki                         | Distretto di Bełchatów               | LD        | w    |
| 790    | Klukowo                       | Distretto di Wysokie Mazowieckie     | PD        | w    |
| 791    | Klwów                         | Distretto di Przysucha               | MZ        | w    |
| 792    | Kłaj                          | Distretto di Wieliczka               | MA        | w    |
| 793    | Kłecko                        | Distretto di Gniezno                 | WP        | mw   |
| 794    | Kłobuck                       | Distretto di Kłobuck                 | SL        | mw   |
| 795    | Kłoczew                       | Distretto di Ryki                    | LU        | w    |
| 796    | Kłodawa (Lubusz)              | Distretto di Gorzów                  | LB        | w    |
| 797    | Kłodawa (Grande Polonia)      | Distretto di Koło                    | WP        | mw   |
| 798    | Kłodzko                       | Distretto di Kłodzko                 | DS        | m    |
| 799    | Kłodzko (comune rurale)       | Distretto di Kłodzko                 | DS        | w    |
| 800    | Kłomnice                      | Distretto di Częstochowa             | SL        | w    |
| 801    | Knurów                        | Distretto di Gliwice                 | SL        | m    |
| 802    | Knyszyn                       | Distretto di Mońki                   | PD        | mw   |
| 803    | Kobiele Wielkie               | Distretto di Radomsko                | LD        | w    |
| 804    | Kobierzyce                    | Distretto di Breslavia               | DS        | w    |
| 805    | Kobiór                        | Distretto di Pszczyna                | SL        | w    |
| 806    | Kobyla Góra                   | Distretto di Ostrzeszów              | WP        | w    |
| 807    | Kobylanka                     | Distretto di Stargard Szczeciński    | ZP        | w    |
| 808    | Kobylin                       | Distretto di Krotoszyn               | WP        | mw   |
| 809    | Kobylin-Borzymy               | Distretto di Wysokie Mazowieckie     | PD        | w    |
| 810    | Kobylnica                     | Distretto di Słupsk                  | PM        | w    |
| 811    | Kobyłka                       | Distretto di Wołomin                 | MZ        | m    |
| 812    | Kochanowice                   | Distretto di Lubliniec               | SL        | w    |
| 813    | Kocierzew Południowy          | Distretto di Łowicz                  | LD        | w    |
| 814    | Kock                          | Distretto di Lubartów                | LU        | mw   |
| 815    | Kocmyrzów-Luborzyca           | Distretto di Cracovia                | MA        | w    |
| 816    | Koczała                       | Distretto di Człuchów                | PM        | w    |
| 817    | Kodeń                         | Distretto di Biała Podlaska          | LU        | w    |
| 818    | Kodrąb                        | Distretto di Radomsko                | LD        | w    |
| 819    | Kolbudy                       | Distretto di Danzica                 | PM        | w    |
| 820    | Kolbuszowa                    | Distretto di Kolbuszowa              | PK        | mw   |
| 821    | Kolno (Podlachia)             | Distretto di Kolno                   | PD        | m    |
| 822    | Kolno (comune rurale)         | Distretto di Kolno                   | PD        | w    |
| 823    | Kolno (Varmia-Masuria)        | Distretto di Olsztyn                 | WN        | w    |
| 824    | Kolonowskie                   | Distretto di Strzelce                | OP        | mw   |
| 825    | Kolsko                        | Distretto di Nowa Sól                | LB        | w    |
| 826    | Koluszki                      | Distretto di Łódź Est                | LD        | mw   |
| 827    | Kołaczkowo                    | Distretto di Września                | WP        | w    |
| 828    | Kołaczyce                     | Distretto di Jasło                   | PK        | w    |
| 829    | Kołaki Kościelne              | Distretto di Zambrów                 | PD        | w    |
| 830    | Kołbaskowo                    | Distretto di Police                  | ZP        | w    |
| 831    | Kołbiel                       | Distretto di Otwock                  | MZ        | w    |
| 832    | Kołczygłowy                   | Distretto di Bytów                   | PM        | w    |
| 833    | Koło                          | Distretto di Koło                    | WP        | m    |
| 834    | Koło (comune rurale)          | Distretto di Koło                    | WP        | w    |
| 835    | Kołobrzeg                     | Distretto di Kołobrzeg               | ZP        | m    |
| 836    | Kołobrzeg (comune rurale)     | Distretto di Kołobrzeg               | ZP        | w    |
| 837    | Komańcza                      | Distretto di Sanok                   | PK        | w    |
| 838    | Komarówka Podlaska            | Distretto di Radzyń Podlaski         | LU        | w    |
| 839    | Komarów-Osada                 | Distretto di Zamość                  | LU        | w    |
| 840    | Komorniki                     | Distretto di Poznań                  | WP        | w    |
| 841    | Komprachcice                  | Distretto di Opole                   | OP        | w    |
| 842    | Konarzyny                     | Distretto di Chojnice                | PM        | w    |
| 843    | Kondratowice                  | Distretto di Strzelin                | DS        | w    |
| 844    | Koneck                        | Distretto di Aleksandrów Kujawski    | KP        | w    |
| 845    | Koniecpol                     | Distretto di Częstochowa             | SL        | mw   |
| 846    | Konin                         |                                      | WP        | m    |
| 847    | Koniusza                      | Distretto di Proszowice              | MA        | w    |
| 848    | Konopiska                     | Distretto di Częstochowa             | SL        | w    |
| 849    | Konopnica (Lublino)           | Distretto di Lublino                 | LU        | w    |
| 850    | Konopnica (Łódź)              | Distretto di Wieluń                  | LD        | w    |
| 851    | Konstancin-Jeziorna           | Distretto di Piaseczno               | MZ        | mw   |
| 852    | Konstantynów                  | Distretto di Biała Podlaska          | LU        | w    |
| 853    | Konstantynów Łódzki           | Distretto di Pabianice               | LD        | m    |
| 854    | Końskie                       | Distretto di Końskie                 | SK        | mw   |
| 855    | Końskowola                    | Distretto di Puławy                  | LU        | w    |
| 856    | Koprzywnica                   | Distretto di Sandomierz              | SK        | mw   |
| 857    | Korczew                       | Distretto di Siedlce                 | MZ        | w    |
| 858    | Korczyna                      | Distretto di Krosno                  | PK        | w    |
| 859    | Korfantów                     | Distretto di Nysa                    | OP        | mw   |
| 860    | Kornowac                      | Distretto di Racibórz                | SL        | w    |
| 861    | Koronowo                      | Distretto di Bydgoszcz               | KP        | mw   |
| 862    | Korsze                        | Distretto di Kętrzyn                 | WN        | mw   |
| 863    | Korycin                       | Distretto di Sokółka                 | PD        | w    |
| 864    | Korytnica                     | Distretto di Węgrów                  | MZ        | w    |
| 865    | Korzenna                      | Distretto di Nowy Sącz               | MA        | w    |
| 866    | Kosakowo                      | Distretto di Puck                    | PM        | w    |
| 867    | Kosów Lacki                   | Distretto di Sokołów                 | MZ        | mw   |
| 868    | Kostomłoty                    | Distretto di Środa Śląska            | DS        | w    |
| 869    | Kostrzyn                      | Distretto di Poznań                  | WP        | mw   |
| 870    | Kostrzyn nad Odrą             | Distretto di Gorzów                  | LB        | m    |
| 871    | Koszalin                      |                                      | ZP        | m    |
| 872    | Koszarawa                     | Distretto di Żywiec                  | SL        | w    |
| 873    | Koszęcin                      | Distretto di Lubliniec               | SL        | w    |
| 874    | Koszyce                       | Distretto di Proszowice              | MA        | w    |
| 875    | Kościan                       | Distretto di Kościan                 | WP        | m    |
| 876    | Kościan (comune rurale)       | Distretto di Kościan                 | WP        | w    |
| 877    | Kościelec                     | Distretto di Koło                    | WP        | w    |
| 878    | Kościelisko                   | Distretto di Tatra                   | MA        | w    |
| 879    | Kościerzyna                   | Distretto di Kościerzyna             | PM        | m    |
| 880    | Kościerzyna (comune rurale)   | Distretto di Kościerzyna             | PM        | w    |
| 881    | Kotla                         | Distretto di Głogów                  | DS        | w    |
| 882    | Kotlin                        | Distretto di Jarocin                 | WP        | w    |
| 883    | Kotuń                         | Distretto di Siedlce                 | MZ        | w    |
| 884    | Kowal                         | Distretto di Włocławek               | KP        | m    |
| 885    | Kowal (comune rurale)         | Distretto di Włocławek               | KP        | w    |
| 886    | Kowala                        | Distretto di Radom                   | MZ        | w    |
| 887    | Kowale Oleckie                | Distretto di Olecko                  | WN        | w    |
| 888    | Kowalewo Pomorskie            | Distretto di Golub-Dobrzyń           | KP        | mw   |
| 889    | Kowary                        | Distretto di Jelenia Góra            | DS        | m    |
| 890    | Kowiesy                       | Distretto di Skierniewice            | LD        | w    |
| 891    | Koziegłowy                    | Distretto di Myszków                 | SL        | mw   |
| 892    | Kozielice                     | Distretto di Pyrzyce                 | ZP        | w    |
| 893    | Kozienice                     | Distretto di Kozienice               | MZ        | mw   |
| 894    | Kozłowo                       | Distretto di Nidzica                 | WN        | w    |
| 895    | Kozłów                        | Distretto di Miechów                 | MA        | w    |
| 896    | Kozy                          | Distretto di Bielsko-Biała           | SL        | w    |
| 897    | Koźmin Wielkopolski           | Distretto di Krotoszyn               | WP        | mw   |
| 898    | Koźminek                      | Distretto di Kalisz                  | WP        | w    |
| 899    | Kożuchów                      | Distretto di Nowa Sól                | LB        | mw   |
| 900    | Kórnik                        | Distretto di Poznań                  | WP        | mw   |
| 901    | Krajenka                      | Distretto di Złotów                  | WP        | mw   |
| 902    | Cracovia                      |                                      | MA        | m    |
| 903    | Kramsk                        | Distretto di Konin                   | WP        | w    |
| 904    | Krapkowice                    | Distretto di Krapkowice              | OP        | mw   |
| 905    | Krasiczyn                     | Distretto di Przemyśl                | PK        | w    |
| 906    | Krasne (Masovia)              | Distretto di Przasnysz               | MZ        | w    |
| 907    | Krasne (Precarpazia)          | Distretto di Rzeszów                 | PK        | w    |
| 908    | Krasnobród                    | Distretto di Zamość                  | LU        | mw   |
| 909    | Krasnopol                     | Distretto di Sejny                   | PD        | w    |
| 910    | Krasnosielc                   | Distretto di Maków                   | MZ        | w    |
| 911    | Krasnystaw                    | Distretto di Krasnystaw              | LU        | m    |
| 912    | Krasnystaw (comune rurale)    | Distretto di Krasnystaw              | LU        | w    |
| 913    | Krasocin                      | Distretto di Włoszczowa              | SK        | w    |
| 914    | Kraszewice                    | Distretto di Ostrzeszów              | WP        | w    |
| 915    | Kraśniczyn                    | Distretto di Krasnystaw              | LU        | w    |
| 916    | Kraśnik                       | Distretto di Kraśnik                 | LU        | m    |
| 917    | Kraśnik (comune rurale)       | Distretto di Kraśnik                 | LU        | w    |
| 918    | Krempna                       | Distretto di Jasło                   | PK        | w    |
| 919    | Krobia                        | Distretto di Gostyń                  | WP        | mw   |
| 920    | Kroczyce                      | Distretto di Zawiercie               | SL        | w    |
| 921    | Krokowa                       | Distretto di Puck                    | PM        | w    |
| 922    | Krosno                        |                                      | PK        | m    |
| 923    | Krosno Odrzańskie             | Distretto di Krosno Odrzańskie       | LB        | mw   |
| 924    | Krościenko nad Dunajcem       | Distretto di Nowy Targ               | MA        | w    |
| 925    | Krościenko Wyżne              | Distretto di Krosno                  | PK        | w    |
| 926    | Krośnice                      | Distretto di Milicz                  | DS        | w    |
| 927    | Krośniewice                   | Distretto di Kutno                   | LD        | mw   |
| 928    | Krotoszyce                    | Distretto di Legnica                 | DS        | w    |
| 929    | Krotoszyn                     | Distretto di Krotoszyn               | WP        | mw   |
| 930    | Kruklanki                     | Distretto di Giżycko                 | WN        | w    |
| 931    | Krupski Młyn                  | Distretto di Tarnowskie Góry         | SL        | w    |
| 932    | Kruszwica                     | Distretto di Inowrocław              | KP        | mw   |
| 933    | Kruszyna                      | Distretto di Częstochowa             | SL        | w    |
| 934    | Krynica Morska                | Distretto di Nowy Dwór Gdański       | PM        | m    |
| 935    | Krynica-Zdrój                 | Distretto di Nowy Sącz               | MA        | mw   |
| 936    | Krynice                       | Distretto di Tomaszów Lubelski       | LU        | w    |
| 937    | Krynki                        | Distretto di Sokółka                 | PD        | w    |
| 938    | Krypno                        | Distretto di Mońki                   | PD        | w    |
| 939    | Krzanowice                    | Distretto di Racibórz                | SL        | mw   |
| 940    | Krzczonów                     | Distretto di Lublino                 | LU        | w    |
| 941    | Krzemieniewo                  | Distretto di Leszno                  | WP        | w    |
| 942    | Krzepice                      | Distretto di Kłobuck                 | SL        | mw   |
| 943    | Krzeszowice                   | Distretto di Cracovia                | MA        | mw   |
| 944    | Krzeszów                      | Distretto di Nisko                   | PK        | w    |
| 945    | Krzeszyce                     | Distretto di Sulęcin                 | LB        | w    |
| 946    | Krzęcin                       | Distretto di Choszczno               | ZP        | w    |
| 947    | Krzykosy                      | Distretto di Środa Wielkopolska      | WP        | w    |
| 948    | Krzymów                       | Distretto di Konin                   | WP        | w    |
| 949    | Krzynowłoga Mała              | Distretto di Przasnysz               | MZ        | w    |
| 950    | Krzywcza                      | Distretto di Przemyśl                | PK        | w    |
| 951    | Krzywda                       | Distretto di Łuków                   | LU        | w    |
| 952    | Krzywiń                       | Distretto di Kościan                 | WP        | mw   |
| 953    | Krzyż Wielkopolski            | Distretto di Czarnków e Trzcianka    | WP        | mw   |
| 954    | Krzyżanowice                  | Distretto di Racibórz                | SL        | w    |
| 955    | Krzyżanów                     | Distretto di Kutno                   | LD        | w    |
| 956    | Ksawerów                      | Distretto di Pabianice               | LD        | w    |
| 957    | Książ Wielki                  | Distretto di Miechów                 | MA        | w    |
| 958    | Książ Wielkopolski            | Distretto di Śrem                    | WP        | mw   |
| 959    | Książki                       | Distretto di Wąbrzeźno               | KP        | w    |
| 960    | Księżpol                      | Distretto di Biłgoraj                | LU        | w    |
| 961    | Kuczbork-Osada                | Distretto di Żuromin                 | MZ        | w    |
| 962    | Kudowa-Zdrój                  | Distretto di Kłodzko                 | DS        | m    |
| 963    | Kulesze Kościelne             | Distretto di Wysokie Mazowieckie     | PD        | w    |
| 964    | Kunice (Polonia)              | Distretto di Legnica                 | DS        | w    |
| 965    | Kunów                         | Distretto di Ostrowiec Świętokrzyski | SK        | mw   |
| 966    | Kurów                         | Distretto di Puławy                  | LU        | w    |
| 967    | Kuryłówka                     | Distretto di Leżajsk                 | PK        | w    |
| 968    | Kurzętnik                     | Distretto di Nowe Miasto Lubawskie   | WN        | w    |
| 969    | Kuślin                        | Distretto di Nowy Tomyśl             | WP        | w    |
| 970    | Kutno                         | Distretto di Kutno                   | LD        | m    |
| 971    | Kutno (comune rurale)         | Distretto di Kutno                   | LD        | w    |
| 972    | Kuźnia Raciborska             | Distretto di Racibórz                | SL        | mw   |
| 973    | Kuźnica                       | Distretto di Sokółka                 | PD        | w    |
| 974    | Kwidzyn                       | Distretto di Kwidzyn                 | PM        | m    |
| 975    | Kwidzyn (comune rurale)       | Distretto di Kwidzyn                 | PM        | w    |
| 976    | Kwilcz                        | Distretto di Międzychód              | WP        | w    |

Sigle dei tipi di comune:

m: miejska (comuni urbani), mw: miejsko-wiejska (comuni urbano-rurali), w: wiejska (comuni rurali).